# Walter Lejeune Dirichlet
Walter Arnold Abraham Lejeune Dirichlet (* 2. Juli 1833 in Berlin; † 11. Januar 1887 in Charlottenburg) war ein deutscher Gutsbesitzer und Mitglied des Deutschen Reichstags.

## Leben
Walter Lejeune Dirichlet, Sohn des Mathematikers Peter Gustav Lejeune Dirichlet und der Rebecka, geb. Mendelssohn, besuchte das Friedrich-Wilhelms-Gymnasium und studierte Rechtswissenschaften an der Friedrich-Wilhelms-Universität zu Berlin. Später widmete  er sich der Landwirtschaft und seit 1857 war er Besitzer des Gutes Klein-Bretschkehmen im Kreis Darkehmen.
Er war von 1877 bis 1887 Mitglied des Provinziallandtages von Ostpreußen, des Bezirksrats von Gumbinnen und des Kreisausschusses von Darkehmen. Von 1877 bis 1886 war er Mitglied des Preußischen Abgeordnetenhauses und von 1881 bis 1887 war er Mitglied des Deutschen Reichstags für den Reichstagswahlkreis Regierungsbezirk Gumbinnen 7 erst für die Deutsche Fortschrittspartei, dann für die Deutsche Freisinnige Partei.